# Sự cố USS Liberty
Sự cố USS Liberty là một cuộc tấn công của máy bay chiến đấu phản lực tàu ngư lôi động cơ của Không quân Israel nằm vào tàu nghiên cứu kỹ thuật (tàu do thám) của Hải quân Hoa Kỳ, USS Liberty, ngày 8 tháng 6 năm 1967, trong chiến tranh sáu ngày. Cuộc tấn công kết hợp trên không và trên biển đã giết chết 34 thành viên thủy thủ đoàn (sĩ quan hải quân, thủy thủ, hai lính thủy đánh bộ và một nhân viên NSA dân sự), làm bị thương 171 thành viên thủy thủ đoàn và làm hư hỏng nặng con tàu. Vào thời điểm đó, con tàu đang ở vùng biển quốc tế phía bắc Bán đảo Sinai, khoảng 25,5 hải lý về phia tây bắc thành phố Arish của Ai Cập.
Israel xin lỗi về vụ tấn công, nói rằng tàu USS Liberty bị tấn công do nhầm lẫn với tàu Ai Cập. Cả Israel và Chính phủ liên bang Hoa Kỳ đã tiến hành điều tra và đưa ra các báo cáo kết luận vụ tấn công là do nhầm lẫn do Israel nhầm lẫn về danh tính của con tàu. Những người khác, bao gồm cả những người sống sót sau vụ tấn công, đã bác bỏ những kết luận này và cho rằng vụ tấn công là có chủ ý.
Vào tháng 5 năm 1968, chính phủ Israel đã trả 3,32 triệu USD (tương đương với 28 triệu USD năm 2022 cho chính phủ Mỹ để bồi thường cho các gia đình của 32 người bị thiệt mạng trong vụ tấn công. Vào tháng 3 năm 1969, Israel đã trả thêm 3,57 triệu USD (tương đương 28,5 triệu USD năm 2022) cho những người bị thương. Vào tháng 12 năm 1980, Israel đã đồng ý trả 6 triệu USD (tương đương 21,3 triệu USD năm 2022) là giải quyết cuối cùng cho thiệt hại vật chất đối với tàu Liberty cộng với 13 năm tiền lãi.